# EML Suurop (P421)
Le EML Suurop (P421) était un ancien patrouilleur  de R-class patrol boat (en) de la marine estonienne qui a servi de 1999 à 2005. Auparavant il était un patrouilleur des  Forces maritimes finlandaises déployé sous le nom de Rymättylä (51)  de 1957 à 1999.
Il est désormais navire musée depuis 2001 sur quai du musée maritime estonien à Tallinn.

## Historique
En 1999, la Finlande a fait don de Rymättylä et de son navire jumeau Rihtniemi à la marine estonienne, où ils ont été nommés "Suurop" et "Ristna". Les navires appartenaient à la Division des dragueur de mines et étaient utilisés pour former les conscrits. 

### Préservation
En 2005, les deux navires ont été mis hors service. Suurop a été donné au Musée maritime estonien  situé sur le site de l'Hydroaéroport de Tallinn .

## Galerie

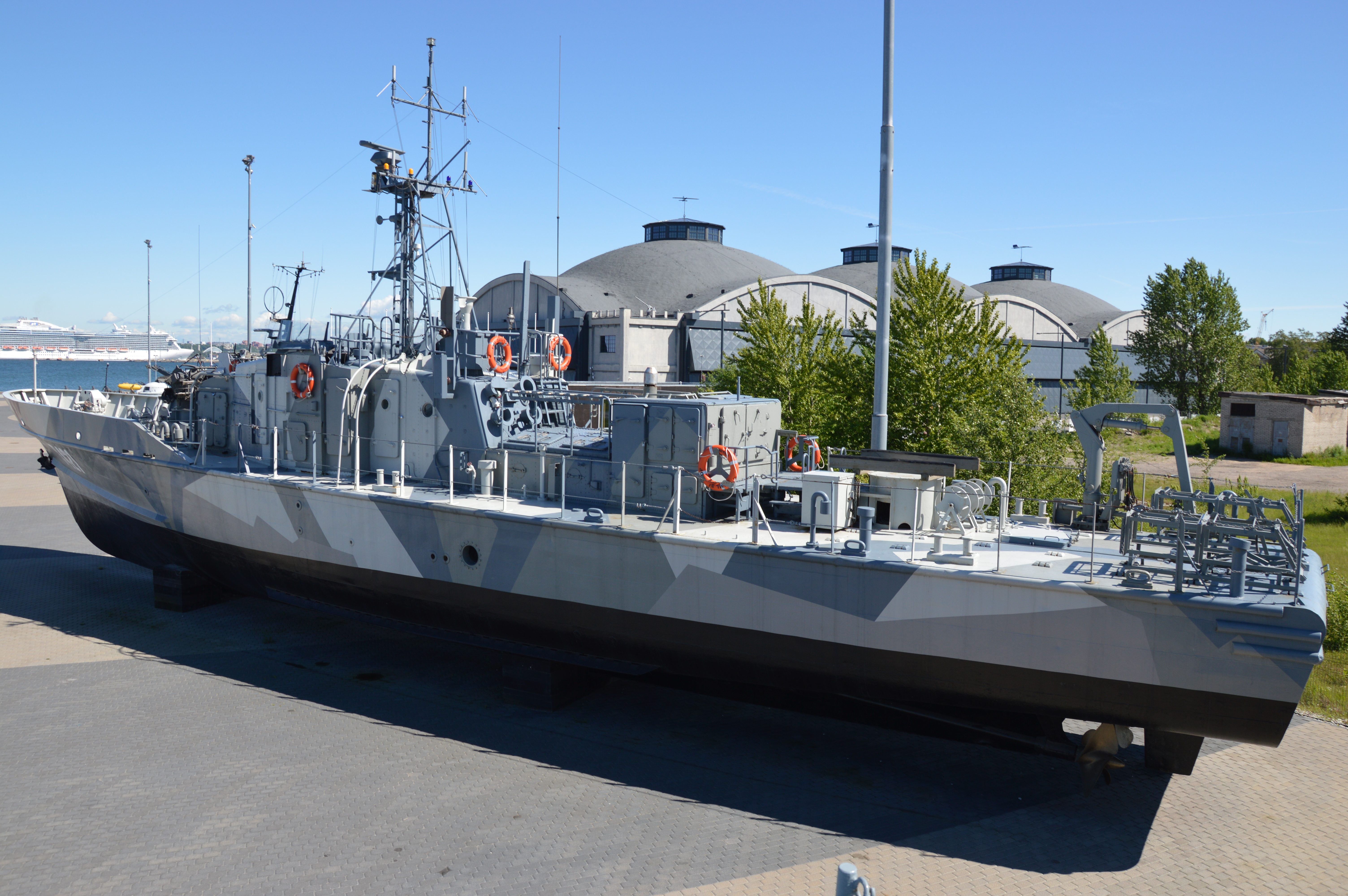
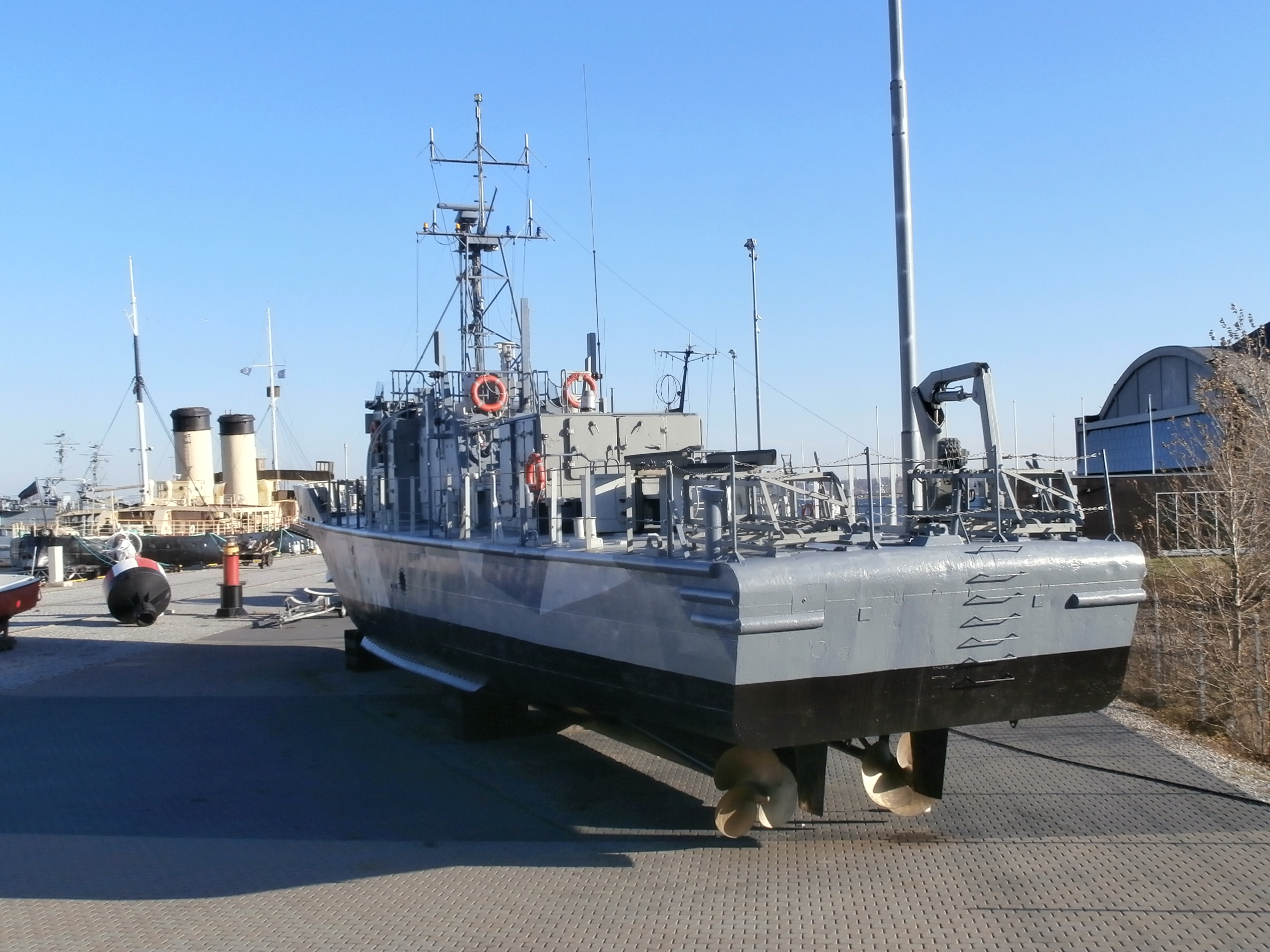
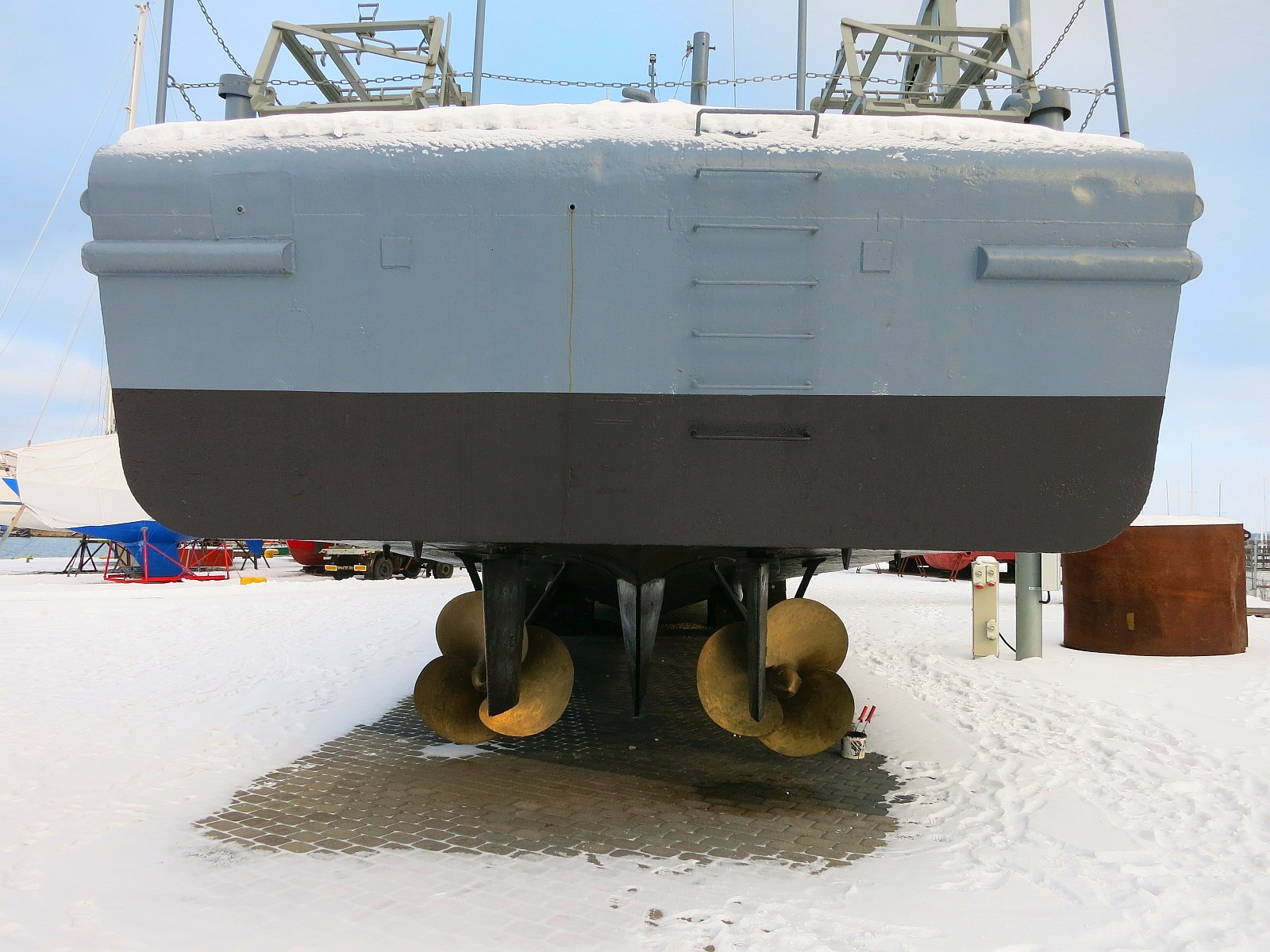